# Аврамије Палеостровски
Аврамије Палеостровски, Олонецки (умро средином 15. века) - светитељ Руске православне цркве, игуман Палеостровског манастира Рођења Христовог. Ученик светог Корнилија Палеостровског. Спомен дан – 21. август (3. септембар).

## Биографија
Из „Житија преподобног Корнелија Палеостровског“ познато је да је Аврамије дошао код њега након што се Корнелије настанио у пећини на острву Палеј у Оњешком језеру. Палеоостровски манастир је основао Корнелије, вероватно најкасније 1415-1421. Аврамије је заједно са другим Корнелијевим ученицима учествовао у изградњи манастира. За свог живота, Корнелије је именовао Аврамија за свог наследника. Монах Корнелије је умро око 1420. године, Авраам га је сахранио у пећини на острву Палеи. Касније су мошти Корнелија Палеостровског пренете у цркву Рођења Пресвете Богородице. Монах Аврамије се упокојио средином 15. века. Сахрањен је кришом у цркви Рођења Богородице поред Корнелија.
Датум локалне канонизације Аврама Палеостровског није познат. У 17. веку, Палеостровски манастир је два пута уништен, због чега је већина архиве изгубљена. Локално поштовање Аврама и Корнелија документовано је почетком 19. века. Архиепископ Сергије (Спаски) је назначио дан сећања на оба светитеља – 21. август. Године 1974. Аврамије Палеостровски је укључен у Сабор Карелских светитеља, а 1981. године - у Сабор новгородских светитеља.